# George Finnegan
George V. Finnegan (* 28. September 1881 in Kalifornien; † 28. Februar 1913 in San Francisco) war ein US-amerikanischer Boxer.
Finnegan nahm an den Olympischen Spielen 1904 teil und gewann zwei Medaillen. Zunächst nahm er an den Kämpfen der Fliegengewichtsklasse teil und gewann die Goldmedaille. In den darauf folgenden Tagen nahm er an Gewicht zu und wurde zu den Kämpfen der Bantamgewichtsklasse zugelassen, wo er die Silbermedaille holte. Er verlor den Finalkampf gegen Oliver Kirk. Finnegan ist einer von lediglich vier Boxern, die jemals in verschiedenen Gewichtsklassen Medaillen erringen konnten.